# Dirhinus alticornis
Dirhinus alticornis är en stekelart som först beskrevs av Masi 1927.  Dirhinus alticornis ingår i släktet Dirhinus och familjen bredlårsteklar. Inga underarter finns listade i Catalogue of Life.